# Општина Фресниљо (Закатекас)
Фресниљо (шп. Fresnillo) општина је у Мексику у савезној држави Закатекас. Општина се налази на надморској висини од 2178 м.

## Становништво
Према подацима из 2010. у општини је живело 213139 становника.

### Хронологија
| Година       | 2000                   | 2005                    | 2010                     |
| ------------ | ---------------------- | ----------------------- | ------------------------ |
| Становништво | 183236 (89000 / 94236) | 196538 (95480 / 101058) | 213139 (104348 / 108791) |

### Попис
| \| \| м \| \| \| ж \| \| 0—2 \| 6.677 \| \| \| 6.494 \| \| 3—5 \| 6.845 \| \| \| 6.612 \| \| 6—11 \| 13.489 \| \| \| 13.171 \| \| 12—14 \| 6.619 \| \| \| 6.465 \| \| 15—17 \| 6.723 \| \| \| 6.427 \| \| 18—24 \| 13.590 \| \| \| 14.269 \| \| 60+ \| 8.541 \| \| \| 9.288 \| \| Просек : \| 27,8 \| \| \| 28,7 \| |        |  |  |        |
| |        |  |  |        |
| | м      |  |  | ж      |
| 0—2 | 6.677  |  |  | 6.494  |
| 3—5 | 6.845  |  |  | 6.612  |
| 6—11 | 13.489 |  |  | 13.171 |
| 12—14 | 6.619  |  |  | 6.465  |
| 15—17 | 6.723  |  |  | 6.427  |
| 18—24 | 13.590 |  |  | 14.269 |
| 60+ | 8.541  |  |  | 9.288  |
| Просек : | 27,8   |  |  | 28,7   |

| #   | Индикатор                                                                                        | Вредност |
| --- | ------------------------------------------------------------------------------------------------ | -------- |
| 1   | Становништво од 0 до 2 године                                                                    | 13171    |
| 2   | Мушко становништво од 0 до 2 године                                                              | 6677     |
| 3   | Женско становништво од 0 до 2 године                                                             | 6494     |
| 4   | Становништво са 3 и више година                                                                  | 196140   |
| 5   | Мушко становништво са 3 и више година                                                            | 95754    |
| 6   | Женско становништво са 3 и више година                                                           | 100386   |
| 7   | Становништво са 5 и више година                                                                  | 187031   |
| 8   | Мушко становништво са 5 и више година                                                            | 91116    |
| 9   | Женско становништво са 5 и више година                                                           | 95915    |
| 10  | Становништво са 12 и више година                                                                 | 156023   |
| 11  | Мушко становништво са 12 и више година                                                           | 75420    |
| 12  | Женско становништво са 12 и више година                                                          | 80603    |
| 13  | Становништво са 15 и више година                                                                 | 142939   |
| 14  | Мушко становништво са 15 и више година                                                           | 68801    |
| 15  | Женско становништво са 15 и више година                                                          | 74138    |
| 16  | Становништво са 18 и више година                                                                 | 129789   |
| 17  | Мушко становништво са 18 и више година                                                           | 62078    |
| 18  | Женско становништво са 18 и више година                                                          | 67711    |
| 19  | Становништво од 3 до 5 година                                                                    | 13457    |
| 20  | Мушко становништво од 3 до 5 година                                                              | 6845     |
| 21  | Женско становништво од 3 до 5 година                                                             | 6612     |
| 22  | Становништво од 6 до 11 година                                                                   | 26660    |
| 23  | Мушко становништво од 6 до 11 година                                                             | 13489    |
| 24  | Женско становништво од 6 до 11 година                                                            | 13171    |
| 25  | Становништво од 8 до 14 година                                                                   | 30863    |
| 26  | Мушко становништво од 8 до 14 година                                                             | 15616    |
| 27  | Женско становништво од 8 до 14 година                                                            | 15247    |
| 28  | Становништво од 12 до 14 година                                                                  | 13084    |
| 29  | Мушко становништво од 12 до 14 година                                                            | 6619     |
| 30  | Женско становништво од 12 до 14 година                                                           | 6465     |
| 31  | Становништво од 15 до 17 година                                                                  | 13150    |
| 32  | Мушко становништво од 15 до 17 година                                                            | 6723     |
| 33  | Женско становништво од 15 до 17 година                                                           | 6427     |
| 34  | Становништво од 18 до 24 године                                                                  | 27859    |
| 35  | Мушко становништво од 18 до 24 године                                                            | 13590    |
| 36  | Женско становништво од 18 до 24 године                                                           | 14269    |
| 37  | Женско становништво од 15 до 49 година                                                           | 56890    |
| 38  | Становништво са 60 и више година                                                                 | 17829    |
| 39  | Мушко становништво са 60 и више година                                                           | 8541     |
| 40  | Женско становништво са 60 и више година                                                          | 9288     |
| 41  | Однос између мушкараца и жена                                                                    | 95.92    |
| 42  | Становништво од нуле до 14 година                                                                | 66372    |
| 43  | Становништво од 15 до 64 године                                                                  | 130448   |
| 44  | Становништво од 65 година и више                                                                 | 12491    |
| 45  | Просечан број деце                                                                               | 2.66     |
| 46  | Становништво рођено у ентитету                                                                   | 190510   |
| 47  | Мушко становништво рођено у ентитету                                                             | 93304    |
| 48  | Женско становништво рођено у ентитету                                                            | 97206    |
| 49  | Становништво рођено у другом ентитету                                                            | 16466    |
| 50  | Мушко становништво рођено у другом ентитету                                                      | 8037     |
| 51  | Женско становништво рођено у другом ентитету                                                     | 8429     |
| 52  | Становништво од 5 година и више резидентно у ентитету у јуну 2005. године                        | 177847   |
| 53  | Мушко становништво старосног доба од 5 година и више, резидентно у ентитету у јуну 2005. године  | 85592    |
| 54  | Женско становништво старосног доба од 5 и више година, резидентно у ентитету у јуну 2005. године | 92255    |
| 55  | Становништво од 5 година и више које је живело у другом ентитету у јуну 2005. године             | 4348     |
| 56  | Мушко становништво старије од 5 година које је живело у другом ентитету у јуну 2005. године      | 2259     |
| 57  | Женско становништво старије од 5 година које је живело у другом ентитету у јуну 2005. године     | 2089     |
| 58  | Становништво од 3 године и више које говори аутохтони језик                                      | 1210     |
| 59  | Мушко становништво старо 3 године и више које говори аутохтони језик                             | 605      |
| 60  | Женско становништво старо 3 године и више које говори аутохтони језик                            | 605      |
| 61  | Становништво од 3 године и више које говори аутохтони језик и не говори шпански језик            | 99       |
| 62  | Мушко становништво старо 3 године и више које говори аутохтони језик и не говори шпански         | 41       |
| 63  | Женско становништво старо 3 године и више које говори аутохтони језик и не говори шпански језик  | 58       |
| 64  | Становништво старо 3 године и више које говори аутохтони језик и шпански                         | 848      |
| 65  | Мушко становништво старо 3 године и више које говори аутохтони језик и шпански                   | 425      |
| 66  | Женско становништво старо 3 године и више које говори аутохтони језик и шпански                  | 423      |
| 67  | Становништво од 5 година и више које говори аутохтони језик                                      | 1142     |
| 68  | Становништво од 5 година и више које говори аутохтони језик и не говори шпански језик            | 69       |
| 69  | Становништво од 5 година и више које говори аутохтони језик и говори шпански језик               | 819      |
| 70  | Становништво у домородачким домаћинствима                                                        | 1857     |
| 71  | Становништво са ограничењима у активностима                                                      | 8740     |
| 72  | Становништво са ограниченим ходањем или кретањем, горе или доле                                  | 4849     |
| 73  | Становници са ограничењима вида, чак и уз кориштење сочива                                       | 2440     |
| 74  | Становништво са ограничењима говора, комуникације или конверзације                               | 656      |
| 75  | Становништво са ограниченим слухом                                                               | 870      |
| 76  | Становништво са ограничењима при одевању, купању или јелу                                        | 389      |
| 77  | Становништво са ограничењима у опажању или учењу једноставних ствари                             | 366      |
| 78  | Становништво са менталним ограничењима                                                           | 852      |
| 79  | Становништво без ограничења активности                                                           | 199527   |
| 80  | Становништво од 3 до 5 година које не похађа школу                                               | 7177     |
| 81  | Мушко становништво од 3 до 5 година које не похађа школу                                         | 3659     |
| 82  | Женско становништво од 3 до 5 година које не похађа школу                                        | 3518     |
| 83  | Становништво од 6 до 11 година које не похађа школу                                              | 811      |
| 84  | Мушко становништво од 6 до 11 година које не похађа школу                                        | 439      |
| 85  | Женско становништво од 6 до 11 година које не похађа школу                                       | 372      |
| 86  | Становништво од 12 до 14 година које не похађа школу                                             | 1207     |
| 87  | Мушко становништво од 12 до 14 година које не похађа школу                                       | 674      |
| 88  | Женско становништво од 12 до 14 година које не похађа школу                                      | 533      |
| 89  | Становништво од 15 до 17 година похађа школу                                                     | 7553     |
| 90  | Мушко становништво од 15 до 17 година похађа школу                                               | 3743     |
| 91  | Женско становништво између 15 и 17 година живота у школи                                         | 3810     |
| 92  | Становништво од 18 до 24 године похађа школу                                                     | 6175     |
| 93  | Мушко становништво од 18 до 24 године похађа школу                                               | 2943     |
| 94  | Женско становништво од 18 до 24 године похађа школу                                              | 3232     |
| 95  | Становништво од 8 до 14 година које не може да чита и пише                                       | 723      |
| 96  | Мушко становништво старосног доба од 8 до 14 година које не може да чита и пише                  | 448      |
| 97  | Женско становништво старосног доби од 8 до 14 година које не може да чита и пише                 | 275      |
| 98  | Становништво од 15 година и више које је неписмено                                               | 6484     |
| 99  | Мушко становништво од 15 година и више које је неписмено                                         | 2882     |
| 100 | Женско становништво од 15 година и више које је неписмено                                        | 3602     |
| 101 | Становништво старо 15 и више година без школовања                                                | 7625     |
| 102 | Мушко становништво старо 15 и више година без школовања                                          | 3629     |
| 103 | Женско становништво старо 15 и више година без школовања                                         | 3996     |
| 104 | Становништво старосног доба 15 и више година са непотпуним основним образовањем                  | 22857    |
| 105 | Мушко становништво старосног доба од 15 година и више са непотпуном основним образовањем         | 12252    |
| 106 | Женско становништво старосног доба 15 и више година са непотпуном основним образовањем           | 10605    |
| 107 | Становништво старо 15 и више година са комплетним основним образовањем                           | 27542    |
| 108 | Мушко становништво старо 15 година и више са комплетним основним образовањем                     | 14081    |
| 109 | Женско становништво старо 15 и више година са комплетним основним образовањем                    | 13461    |
| 110 | Становништво старосног доба 15 и више година са непотпуним средњим образовањем                   | 8247     |
| 111 | Мушко становништво старосног доба од 15 година и више са непотпуним средњим образовањем          | 4460     |
| 112 | Женско становништво старосног доба од 15 година и више са непотпуним средњим образовањем         | 3787     |
| 113 | Становништво старо 15 и више година са пуним секундарном образовањем                             | 39446    |
| 114 | Мушко становништво старосног доба од 15 година и више са пуним секундарном образовањем           | 16983    |
| 115 | Женско становништво старосног доба од 15 година и више са пуним секундарном образовањем          | 22463    |
| 116 | Становништво старије од 18 година са постосновним образовањем                                    | 32293    |
| 117 | Мушко становништво старије од 18 година са постосновним образовањем                              | 15320    |
| 118 | Женско становништво старије од 18 година са постосновним образовањем                             | 16973    |
| 119 | Просечна оцена школовања                                                                         | 7.99     |
| 120 | Просечан ниво образовања мушке популације                                                        | 7.84     |
| 121 | Просечан ниво образовања женског становништва                                                    | 8.13     |
| 122 | Економски активно становништво                                                                   | 77688    |
| 123 | Економски активна мушка популација                                                               | 56754    |
| 124 | Економски активна женска популација                                                              | 20934    |
| 125 | Становништво које није економски активно                                                         | 77503    |
| 126 | Мушко становништво које није економски активно                                                   | 18174    |
| 127 | Женско становништво које није економски активно                                                  | 59329    |
| 128 | Запослено становништво                                                                           | 74383    |
| 129 | Запослено мушко становништво                                                                     | 53932    |
| 130 | Запослено женско становништво                                                                    | 20451    |
| 131 | Незапослена популација                                                                           | 3305     |
| 132 | Незапослена мушка популација                                                                     | 2822     |
| 133 | Незапослена женска популација                                                                    | 483      |
| 134 | Становништво без права на здравствене услуге                                                     | 63531    |
| 135 | Становништво које има право на здравствене услуге                                                | 145467   |
| 136 | Становништво које има право на ИМСС                                                              | 71257    |
| 137 | Становништво које има право на социјално осигурање                                               | 9795     |
| 138 | Становништво које има право на државно социјално осигурање                                       | 550      |
| 139 | Становништво које има право на опште осигурање или здравствено осигурање за нову генерацију      | 63401    |
| 140 | Становништво које је било једном или није било у браку током 12 година и више                    | 53256    |
| 141 | Венчано или уједињено становништво од 12 година и више                                           | 90411    |
| 142 | Становништво које је било у браку или уједињено 12 година и више                                 | 12083    |
| 143 | Становништво са католичком религијом                                                             | 197337   |
| 144 | Протестанти, еванђелисти и библијски следбеници различити од еванђелиста                         | 8828     |
| 145 | Становништво са другим религијама различитим од претходних                                       | 75       |
| 146 | Становништво без религије                                                                        | 2116     |
| 147 | Укупно пописаних домаћинства                                                                     | 51623    |
| 148 | Пописна домаћинства на челу са мушкарцима                                                        | 41051    |
| 149 | Пописна домаћинства на челу са женама                                                            | 10572    |
| 150 | Становништво у пописним домаћинствима                                                            | 209056   |
| 151 | Становништво у пописним домаћинствима на челу са мушкарцима                                      | 173273   |
| 152 | Становништво у пописним домаћинствима на челу са женама                                          | 35783    |
| 153 | Укупно домаћинстава                                                                              | 64149    |
| 154 | Укупно насељених домаћинстава                                                                    | 52891    |
| 155 | Укупно приватних кућа                                                                            | 62881    |
| 156 | Насељени приватни домови                                                                         | 51623    |
| 157 | Укупно насељених приватних кућа                                                                  | 52883    |
| 158 | Ненасељене приватне куће                                                                         | 9089     |
| 159 | Појединачна домаћинства за привремену употребу                                                   | 2169     |
| 160 | Становници у насељеним приватним кућама                                                          | 209056   |
| 161 | Насељеност станара у приватним становима                                                         | 4.05     |
| 162 | Просечно становника по соби у приватним насељеним домаћинствима                                  | 1.01     |
| 163 | Појединачна домаћинства са подовима од различитих материјала од земље                            | 49948    |
| 164 | Појединачна домаћинства у приземљу                                                               | 1525     |
| 165 | Појединачна домаћинства са једном спаваћом собом                                                 | 14743    |
| 166 | Појединачна домаћинства са две спаваће собе и више                                               | 36743    |
| 167 | Појединачна домаћинства са једним собом                                                          | 1715     |
| 168 | Појединачна домаћинства са две собе                                                              | 6583     |
| 169 | Појединачна домаћинства са 3 собе и више                                                         | 43137    |
| 170 | Појединачна домаћинства која имају електрично светло                                             | 50877    |
| 171 | Појединачна домаћинства која немају електрично светло                                            | 636      |
| 172 | Појединачна домаћинства која имају водоводну воду у стамбеном простору                           | 48780    |
| 173 | Појединачна домаћинства која немају водоводну воду у стамбеном простору                          | 2677     |
| 174 | Појединачна домаћинства која имају тоалет                                                        | 47252    |
| 175 | Појединачна домаћинства која имају канализацију                                                  | 46388    |
| 176 | Појединачна домаћинства која немају канализацију                                                 | 4682     |
| 177 | Појединачна домаћинства која имају електрично светло, довод воде из јавне мреже и канализацију   | 44535    |
| 178 | Појединачна домаћинства без икаквих услова                                                       | 405      |
| 179 | Појединачна домаћинства која имају радио                                                         | 44686    |
| 180 | Појединачна домаћинства која имају телевизор                                                     | 49688    |
| 181 | Појединачна домаћинства која имају фрижидер                                                      | 45128    |
| 182 | Појединачна домаћинства која имају машину за веш                                                 | 40318    |
| 183 | Појединачна домаћинства која имају аутомобил или комби                                           | 30736    |
| 184 | Појединачна домаћинства која имају рачунар                                                       | 11824    |
| 185 | Појединачна домаћинства која имају фиксну телефонску линију                                      | 21101    |
| 186 | Појединачна домаћинства која имају мобилни телефон                                               | 30298    |
| 187 | Појединачна домаћинства која имају приступ интернету                                             | 7196     |